# Auf anderen Wegen
Auf anderen Wegen ist ein Lied des deutschen Popsängers Andreas Bourani. Das Stück ist die zweite Singleauskopplung aus seinem zweiten Studioalbum Hey.

## Entstehung und Artwork
Das Lied wurde von Andreas Bourani und Julius Hartog geschrieben. Die Single wurde von Peter Seifert (Jem) und Philipp Steinke aufgenommen und produziert; als Koproduzenten standen ihnen Bourani und Hartog zur Seite. Sie wurde im Düsseldorfer Blacksheep-Studio unter der Leitung von Seifert und der Skyline Tonfabrik mit Kai Blankenberg gemastert und abgemischt. Als Musiker wurden Matthias Bartolomey am Cello, Klemens Bittmann an der Violine, Julius Hartog an der Akustikgitarre und Philipp Steinke an Bass und Klavier engagiert. Das Lied wurde unter dem Musiklabel Vertigo Records veröffentlicht und durch Universal Music Publishing vertrieben.
Auf dem gelb-schwarz gehaltenen Cover der Maxi-Single ist – neben Künstlernamen und Liedtitel – Bourani von hinten mit ausgebreiteten Armen zu sehen. Geschossen wurde das Coverbild von Dirk Rudolph und Harald Hoffmann. Das Artwork stammt vom Büro Dirk Rudolph.

## Veröffentlichung und Promotion
Die Erstveröffentlichung von Auf anderen Wegen erfolgte am 23. Oktober 2014 als Download. Die Veröffentlichung eines physischen Tonträgers folgte einen Tag später am 24. Oktober 2014 in Deutschland, Österreich und der Schweiz. Aufgrund hoher Downloadzahlen erreichte das Stück bereits vor seiner offiziellen Veröffentlichung die Charts.
Um das Lied zu bewerben, folgten unter anderem Liveauftritte in der Helene Fischer Show 2014 und der Single-Jahrescharts-Ausgabe 2015 der ultimative Chartshow sowie ein Akustikauftritt im ARD-Morgenmagazin. Während eines Liveauftritts bei der Echoverleihung 2015 wurde Bourani musikalisch von der US-amerikanischen Violinistin Lindsey Stirling unterstützt.

## Bundesvision Song Contest 2014
Bourani nahm mit dem Stück am Bundesvision Song Contest 2014 für sein Heimatbundesland Bayern teil und belegte mit 81 Punkten den sechsten Platz. Aus seiner Heimat bekam er mit 10/12 Punkten die höchste Punktzahl des Abends. Er bekam aus allen restlichen Bundesländern mindestens einen Punkt. Bis 2015 war er mit 315.000 verkauften Einheiten der meistverkaufte und der mit 53/36/27 Wochen am längsten in den Singlecharts aller D-A-CH-Staaten vertretenen BSC-Titel.
Punktevergabe
|   |    |   |   |   |   |   |   |   |   |   |   |   |   |   |   | Gesamt |
| - | -- | - | - | - | - | - | - | - | - | - | - | - | - | - | - | ------ |
| 6 | 10 | 4 | 4 | 1 | 2 | 6 | 5 | 6 | 7 | 8 | 5 | 4 | 5 | 5 | 3 | 81     |

## Inhalt
Der Liedtext zu Auf anderen Wegen ist in deutscher Sprache verfasst. Die Musik wurde von Bourani und Julius Hartog, der Text von Bourani verfasst. Der Leadgesang des Popsongs stammt von Bourani; der Begleitgesang von Julius Hartog und Philipp Steinke.
Universal beschrieb das Stück als „melancholischer Abschiedsgesang“ auf eine gescheiterte Liebe. Auf anderen Wegen sei „ein Aufruf zum Loslassen und Freisein“.
Bourani selbst beschrieb sein Lied mit folgenden Worten:

„Auf anderen Wegen ist die Geschichte eines Beziehungsendes und eine Trennung ist immer sehr schmerzhaft, es ist ein bisschen so wie ein kleiner Tod eigentlich. Ich hab mich aber in dem Lied nicht so auf diesen Schmerz konzentriert und die Phasen, die man dann durchlebt, wenn man sich getrennt hat, sondern mehr darum, warum man sich trennt, weil man einfach eine andere Energie verspürt, weil man gerade irgendwas anderes erleben möchte, was Neues braucht, weil man sich auch auseinander gelebt hat und man nicht mehr zusammen findet und dann eben auf anderen Wegen wandelt.“

## Musikvideo
Das Musikvideo zu Auf anderen Wegen wurde in Vík í Mýrdal und Umgebung auf Island gedreht und feierte am 24. Oktober 2014 auf YouTube seine Premiere. Bourani spaziert an einem regnerischen Tag durch die isländische Landschaft. Zwischendurch sind einige Szenen zu sehen, in denen er bei einem Tischler aushilft und bei diesem unterkommt. Die Gesamtlänge des Videos beträgt 4:04 Minuten. Wie bei der vorangegangenen Single Auf uns führte erneut Kim Frank Regie. Bis Februar 2025 zählte das Video über 42,7 Millionen Aufrufe bei YouTube.

## Mitwirkende
| Liedproduktion - Matthias Bartolomey: Cello - Klemens Bittmann: Violine - Kai Blankenberg: Mastering - Andreas Bourani: Gesang, Komponist, Liedtexter, Koproduzent - Julius Hartog: Akustische Gitarre, Hintergrundgesang, Komponist, Koproduzent - Peter “Jem” Seifert: Abmischung, Mastering, Musikproduzent - Philipp Steinke: Bass, Hintergrundgesang, Musikproduzent, Piano, Tonmeister - Blacksheep-Studio: Tonstudio - Skyline Tonfabrik: Tonstudio - Universal Music Publishing: Vertrieb - Vertigo Records: Musiklabel | Artwork (Cover) - Harald Hoffmann: Fotograf - Dirk Rudolph: Fotograf - Büro Dirk Rudolph: Artwork Musikvideo - Laura Yen Alswede: Kostümbildner - Kim Frank: Filmeditor, Filmproduzent, Kameramann, Regisseur - Jan Philipp Grelich: Kameraassistent - Annika Lange: Filmproduktionsleitung |

## Kommerzieller Erfolg

### Chartplatzierungen
Auf anderen Wegen erreichte in Deutschland Position vier der Singlecharts und konnte sich insgesamt zwölf Wochen in den Top 10 und 53 Wochen in den Charts halten. In Österreich erreichte die Single Position fünf und konnte sich drei Wochen in den Top 10 und 36 Wochen in den Charts halten. In der Schweiz erreichte die Single in 27 Chartwochen Position 29 der Charts. Obwohl es das Lied nicht auf Platz eins schaffte, war es trotzdem für einen Zeitraum von sechs Wochen das erfolgreichste deutschsprachige Lied in den deutschen Singlecharts, sowie für acht Wochen das erfolgreichste deutschsprachige Lied in der österreichischen Hitparade. 2014 platzierte sich Auf anderen Wegen in den deutschen Single-Jahrescharts auf Position 56. 2015 platzierte sich die Single in den deutschen Single-Jahrescharts auf Position 46, sowie auf Position 32 in Österreich.
Für Bourani als Interpret ist dies der fünfte Charterfolg in Deutschland und Österreich, sowie der dritte in der Schweiz. Es ist nach Auf uns sein zweiter Top-10-Erfolg in Deutschland und Österreich. Nach Nur in meinem Kopf und Auf uns konnte sich zum dritten Mal eine Single Bouranis gleichzeitig in allen D-A-CH-Staaten platzieren. Für Bourani als Autor ist dies der sechste Charterfolg in Österreich, sowie der fünfte in Deutschland und der dritte in der Schweiz. Es ist nach Auf uns sein zweiter Top-10-Erfolg in Deutschland und Österreich. Nach Nur in meinem Kopf und Auf uns konnte sich zum dritten Mal eine Autorenbeteiligung Bouranis gleichzeitig in allen D-A-CH-Staaten platzieren. In den Jahrescharts 2015 belegte das Stück Platz 46 in Deutschland und Platz 32 in Österreich.
| ChartsChartplatzierungen | Höchstplatzierung | Wochen |
| ------------------------ | ----------------- | ------ |
| Deutschland (GfK)        | 4 (53 Wo.)        | 53     |
| Österreich (Ö3)          | 5 (36 Wo.)        | 36     |
| Schweiz (IFPI)           | 29 (27 Wo.)       | 27     |

| ChartsJahrescharts (2015) | Platzierung |
| ------------------------- | ----------- |
| Deutschland (GfK)         | 46          |
| Österreich (Ö3)           | 32          |

### Auszeichnungen für Musikverkäufe
Im Juni 2023 wurde Auf anderen Wegen in Deutschland mit einer dreifachen Goldenen Schallplatte für über 450.000 verkaufte Exemplare ausgezeichnet, bereits 2016 erreichte es Platin- und im Jahr 2015 Goldstatus. In Österreich erreichte das Lied im Jahr 2015 Goldstatus sowie ebenfalls in der Schweiz im Jahr 2016. Somit verkaufte es sich laut Schallplattenauszeichnungen über 480.000 Mal und wurde mit drei Goldenen- und einer Platin-Schallplatte ausgezeichnet.
| Land/Region        | Auszeichnungen für Musikverkäufe (Land/Region, Auszeichnung, Verkäufe) | Verkäufe |
| ------------------ | ---------------------------------------------------------------------- | -------- |
| Deutschland (BVMI) | 3× Gold                                                                | 450.000  |
| Österreich (IFPI)  | Gold                                                                   | 15.000   |
| Schweiz (IFPI)     | Gold                                                                   | 15.000   |
| Insgesamt          | 3× Gold · 1× Platin ·                                                  | 480.000  |

## Coverversionen
- 2015: Adoro, das deutsche Musikprojekt nahm das Lied für ihr siebtes Studioalbum Lichtblicke auf.[17]
- 2015: Radio PSR, die Radiostation veröffentlichte in ihrer Rubrik „Sachsensongs“ eine sächsische Version zu Auf anderen Wegen.[18]
- 2020: Vanessa Mai, die Popschlagersängerin nahm das Stück im Rahmen des Projektes „Herzstück“ von Amazon Music auf.[19] Später erschien das Stück auch auf Mais siebten Studioalbum Mai Tai.[20]